# Marek Koza
Marek Koza (ur. 21 lipca 1960) – polski lekkoatleta, specjalizujący się w biegach średniodystansowych.

## Osiągnięcia
- Mistrzostwa Polski seniorów w lekkoatletyce
  - Lublin 1982 – brązowy medal w biegu na 800 m
  - Grudziądz 1986 – srebrny medal w biegu na 800 m
  - Grudziądz 1988 – brązowy medal w sztafecie 4 × 400 m

- Halowe mistrzostwa Polski seniorów w lekkoatletyce
  - Zabrze 1982 – brązowy medal w biegu na 800 m
  - Zabrze 1983 – złoty medal w biegu na 800 m
  - Zabrze 1985 – brązowy medal w biegu na 1500 m
  - Zabrze 1987 – srebrny medal w biegu na 800 m
  - Zabrze 1989 – srebrny medal w biegu na 800 m

- Mistrzostwa Polski juniorów w lekkoatletyce
  - Poznań 1978 – brązowy medal w biegu na 800 m

## Rekordy życiowe
- bieg na 400 metrów
  - stadion – 48,29 (Sopot 1985)
- bieg na 800 metrów
  - stadion – 1:48,08 (Lublin 1984)
  - hala – 1:50.15 (Zabrze 1983)
- bieg na 1000 metrów
  - stadion – 2:23,19 (Wrocław 1985)
- bieg na 1500 metrów
  - stadion – 3:47,47 (Sopot 1986)